# 下卡尼奧拉
下卡尼奧拉是斯洛維尼亞傳統地理區劃之一，指卡尼奧拉地區的南部。该地区的中心城镇和最大的城镇为新梅斯托。